# 鈴木千智
鈴木 千智（すずき ちさと）は、日本の看護学者（公衆衛生看護）。学位は博士（看護学）（名古屋大学・2015年）。静岡県立大学看護学部准教授・大学院看護学研究科准教授。
千葉市保健所での勤務を経て、広島大学医学部助手、静岡県立大学看護学部助手、日本赤十字豊田看護大学看護学部講師などを歴任した。

## 概要
公衆衛生看護を専攻する看護学者である。保健師における倫理的な意思決定についての研究などが知られている。千葉市保健所での勤務を経て、広島大学、静岡県立大学、日本赤十字豊田看護大学、といった教育研究機関で教鞭を執った。

## 来歴

### 生い立ち
国が設置・運営する千葉大学に進学し、看護学部の看護学科にて学んだ。1989年（平成元年）3月、千葉大学を卒業した。それに伴い、看護学士の称号を取得した。そのまま千葉大学の大学院に進学し、看護学研究科にて学んだ。1991年（平成3年）3月、千葉大学の大学院における修士課程を修了した。それに伴い、看護学修士の学位を取得した。大学院修了後は、1991年（平成3年）4月より千葉市保健所にて勤務した。

### 看護学者として
国が設置・運営する広島大学に採用され、1993年（平成5年）10月に医学部の助手として着任した。医学部においては、主として保健学科の看護学専攻の講義に携わった。その後、静岡県により設置・運営される静岡県立大学に転じることになり、1997年（平成9年）4月に看護学部の助手として着任した。さらに、日本赤十字学園が設置・運営する日本赤十字豊田看護大学に転じ、2004年（平成16年）4月から2008年（平成20年）3月にかけて看護学部の講師を務めた。
また、同名の国立大学法人により設置・運営される名古屋大学の大学院に進学し、医学系研究科にて学んだ。2014年（平成26年）9月、名古屋大学の大学院における博士課程後期を単位取得満期退学した。その後、2015年（平成27年）に名古屋大学より博士（看護学）の学位を授与された。
2019年（平成31年）4月、古巣である静岡県立大学にて、看護学部の講師を非常勤で務めることになった。2020年（令和2年）4月からは、看護学部の准教授を常勤で務めることになった。看護学部においては、主として看護学科の講義を担当し、公衆衛生看護学を受け持った。また、静岡県立大学の大学院においても、看護学研究科の准教授を兼務することになった。看護学研究科においては、主として看護学専攻の講義を担当し、公衆衛生看護学を受け持った。

## 研究
専門は看護学であり、特に公衆衛生看護といった分野の研究に従事した。具体的には、保健師における倫理的な意思決定についての研究に取り組んでいた。また、ヘルスプロモーションと保健行動に関する研究や、地域ケアシステムの研究などにも取り組んでいた。
また、スマトラ島沖地震に対する日本赤十字社の国際緊急支援活動を検証する研究も手掛けていた。2004年（平成16年）12月26日に発生したスマトラ島沖地震を受け、日本赤十字社は被災地で国際緊急支援活動を展開している。日本赤十字社とかかわりの深い日本赤十字学園では、この活動の成果と教訓を今後に生かすため、傘下の大学の教員を現地に派遣し検証を行った。当時、鈴木は日本赤十字豊田看護大学に勤務していたことから、この検証に参加することになり2005年（平成17年）に現地に派遣されている。
学術団体としては、日本健康福祉政策学会、日本看護倫理学会、といった組織に所属していた。

## 略歴
- 1989年 - 千葉大学看護学部卒業[4]。
- 1991年 - 千葉大学大学院看護学研究科修士課程修了[4]。
- 1991年 - 千葉市保健所入所[3]。
- 1993年 - 広島大学医学部助手[3]。
- 1997年 - 静岡県立大学看護学部助手[3]。
- 2004年 - 日本赤十字豊田看護大学看護学部講師[3]。
- 2014年 - 名古屋大学大学院医学系研究科博士課程後期単位取得満期退学[4]。
- 2019年 - 静岡県立大学看護学部講師[3]。
- 2020年 - 静岡県立大学看護学部准教授[3]。
- 2020年 - 静岡県立大学大学院看護学研究科准教授。

## 著作

### 共著
- 静岡県立大学社会心理学・地域看護学研究室編『男性の苦悩とその対処方法についての調査』静岡県男女共同参画センターあざれあ、2004年。全国書誌番号:20714997
- 松田正己ほか編『変わりゆく世界と21世紀の地域健康づくり――やってみようプライマリヘルスケア』3版、やどかり出版、2010年。ISBN 978-4-904185-15-5

### 註釈
1. ↑  千葉大学は、2004年に国から国立大学法人千葉大学に移管された。
2. ↑  看護学士の称号は、1991年7月1日以降の学士（看護学）の学位に相当する。
3. ↑  看護学修士の学位は、1991年7月1日以降の修士（看護学）の学位に相当する。
4. ↑  広島大学は、2004年に国から国立大学法人広島大学に移管された。
5. ↑  静岡県立大学は、2007年に静岡県から静岡県公立大学法人に移管された。
6. ↑  名古屋大学は、2020年に国立大学法人名古屋大学から国立大学法人東海国立大学機構に移管された。